# موریل د لا فوئنته
موریل د لا فوئنته (به اسپانیایی: Muriel de la Fuente) یک دهستان در اسپانیا است که در سریا واقع شده‌است.

## خصوصیات
موریل د لا فوئنته ۳ کیلومترمربع مساحت و ۹۱ نفر جمعیت دارد.